# Bildtstar
Bildtstar ist eine Kartoffelsorte aus den Niederlanden.
Die runden Knollen haben eine rötliche Schale. Die Kartoffeln sind vorwiegend festkochend, ihre Reife ist unterschiedlich zwischen mittelfrüh und mittelspät.
Der Name der Rasse ist von Het Bildt abgeleitet. In dieser Gemeinde in der niederländischen Provinz Friesland wurden sie erstmals angebaut.